# Pfarrkirche Wurmbrand

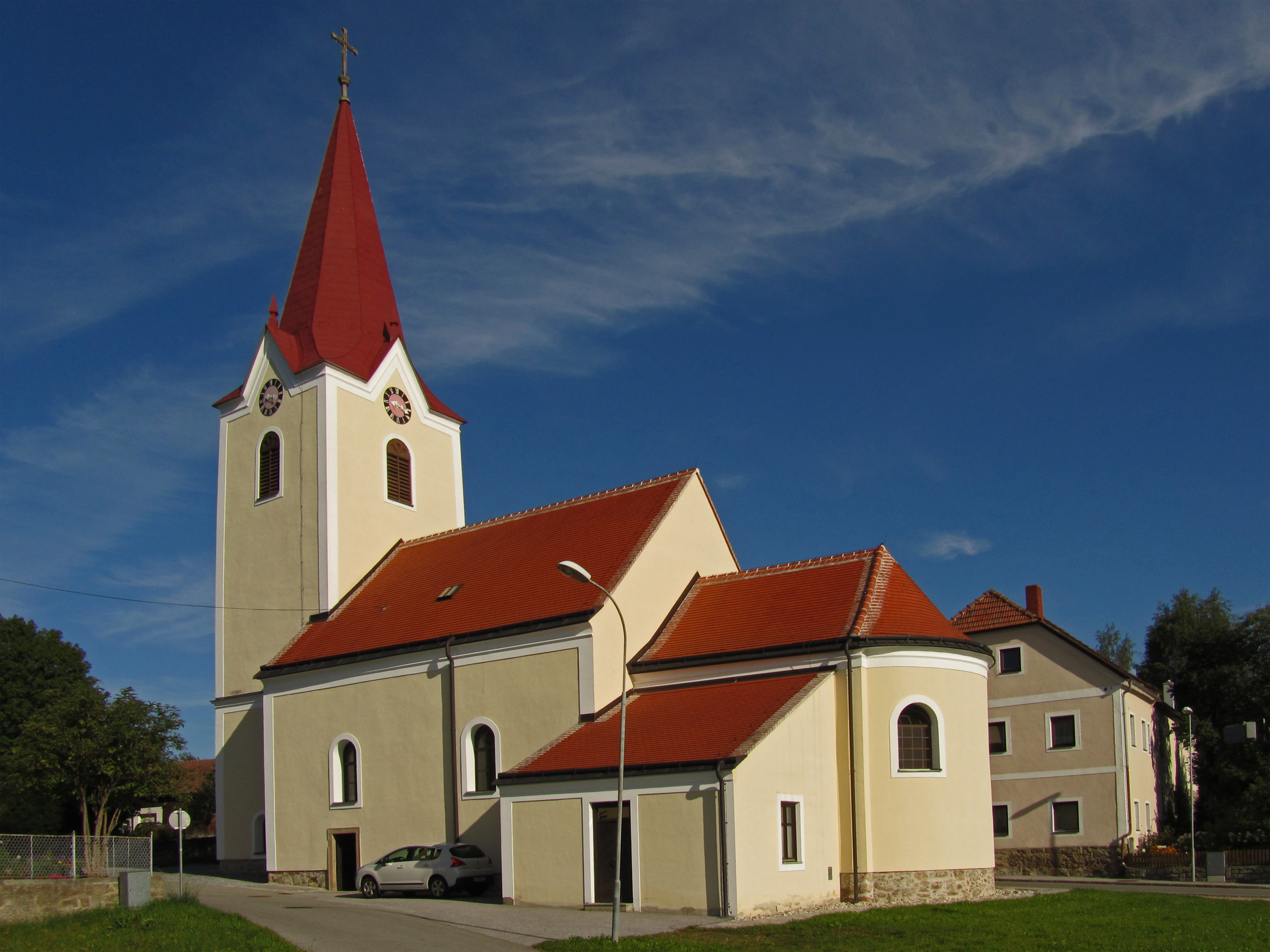
Katholische Pfarrkirche hl. Pankratius in Wurmbrand

Die römisch-katholische Pfarrkirche Wurmbrand steht am Ostrand des Angers in der Ortschaft Wurmbrand der Stadtgemeinde Groß Gerungs im Bezirk Zwettl in Niederösterreich. Die dem Patrozinium des Heiligen Pankratius unterstellte Pfarrkirche gehört zum Dekanat Zwettl in der Diözese St. Pölten. Die Kirche steht unter Denkmalschutz (Listeneintrag).

## Geschichte
Die Pfarre wurde 1783 gegründet und dem Stift Zwettl inkorporiert.
Eine Kapelle aus 1736 wurde 1786 zu einer josephinischen Saalkirche erweitert. Der Westturm wurde 1878 erbaut.

## Architektur
Das Kirchenäußere zeigt ein schlichtes Langhaus mit einem eingezogenen quadratischen Chor mit einer eingezogenen Rundapsis. Das Westportal ist rechteckig, die Fenster rundbogig. Der vorgestellte dreigeschoßige Westturm hat rundbogige Schallfenster und trägt einen Giebelspitzhelm. Der zweigeschoßige Sakristeianbau steht südlich am Chor.
Das Kircheninnere zeigt ein zweijochiges Langhaus unter einem Platzlgewölbe auf Wandpfeilern. Die Orgelempore auf Granitpfeilern wurde 1859 um die Hälfte erweitert. Der etwas schmälere platzlgewölbte Chor hat eine eingezogene halbrunde flach gedeckte Apsis.
Die Wandmalerei in der Apsis ist eine klassizistische Scheinarchitektur. Die Gewölbemalerei in den Zwickeln des Langhauses zeigt in barockisierenden Medaillons die Heiligen Moses, Leopold, Elisabeth, Walpurga, Leonhard, Barbara, Florian, musizierende Engel und Guter Hirte.

## Einrichtung
Der spätklassizistische Hochaltar entstand um 1840. Das ehemalige Hochaltarbild hl. Pankratius ist aus dem zweiten Viertel des 19. Jahrhunderts.
Der Seitenaltar ist neoromanisch. Die Kanzel ist spätklassizistisch. 
Eine Glocke nennt Mathias Glaser 1686. Die Orgel aus 1878 mit 6 Registern stammt von Franz Jüstel.